# Chambley-Bussières
Chambley-Bussières är en kommun i departementet Meurthe-et-Moselle i regionen Grand Est (tidigare regionen Lorraine) i nordöstra Frankrike. Kommunen ligger i kantonen Chambley-Bussières som tillhör arrondissementet Briey. År 2022 hade Chambley-Bussières 732 invånare.

## Befolkningsutveckling
Antalet invånare i kommunen Chambley-Bussières
| Referens: INSEE |